# Marolles-en-Brie (Sena e Marne)
Marolles-en-Brie é uma comuna francesa localizada na região administrativa da Île-de-France, no departamento Sena e Marne. A comuna possui 278 habitantes segundo o censo de 1990.